# Puentetoma
Puentetoma ist ein spanischer Ort in der Provinz Palencia der Autonomen Gemeinschaft Kastilien und León. Der Ort gehört zu Aguilar de Campoo, er befindet sich zehn Kilometer südlich vom Hauptort der Gemeinde.

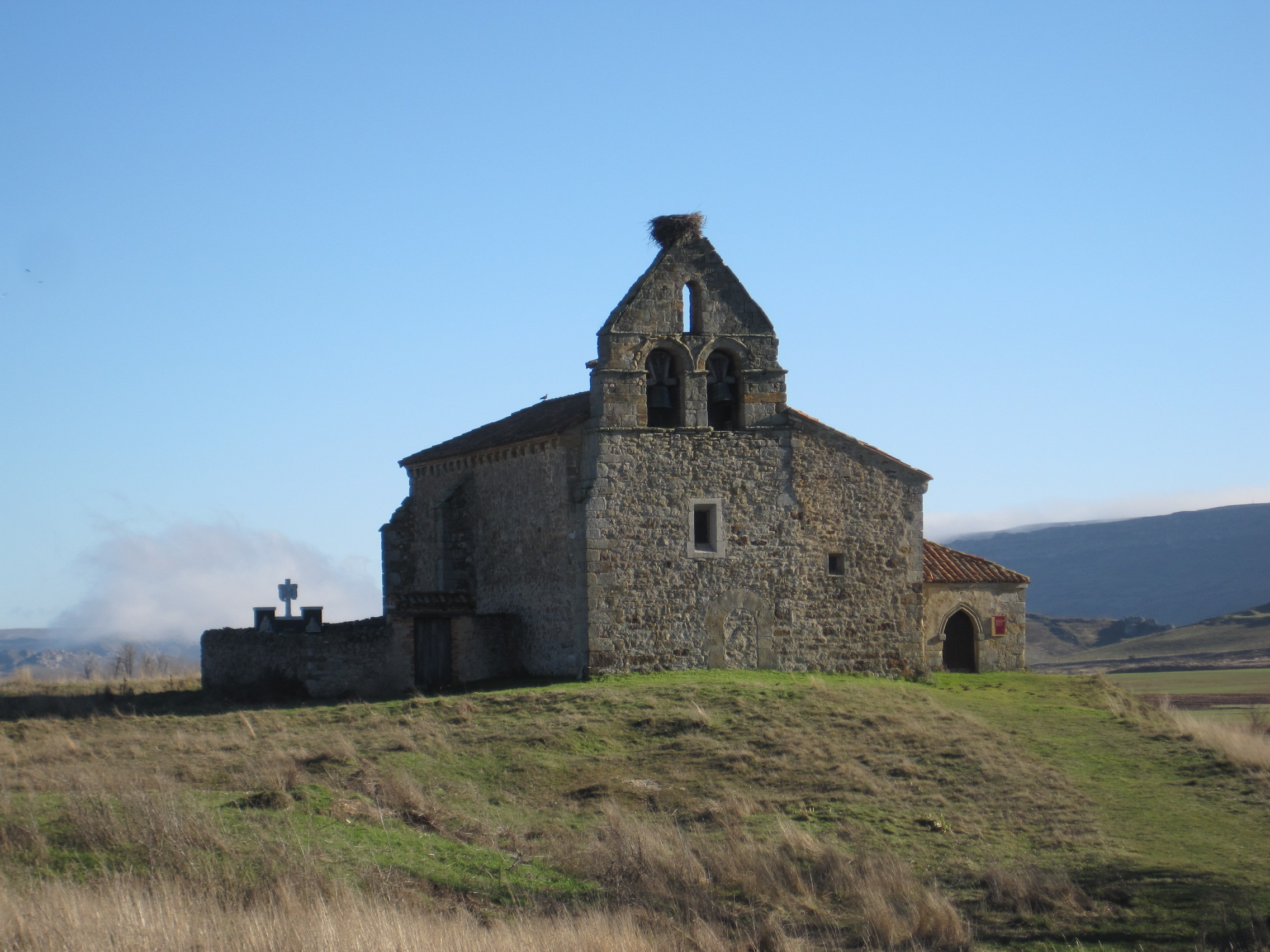
Kirche Santa María

## Sehenswürdigkeiten
- Gotische Kirche Santa María
- Mittelalterliche Brücke